# Sigismond de Habsbourg-Toscane
Succession
Prétendant au trône de Toscane
Depuis le 18 juin 1993
(31 ans, 8 mois et 24 jours)
Sigismond de Habsbourg, né le 21 avril 1966 à Lausanne, est un membre de la maison de Habsbourg-Lorraine, prétendant au trône du grand-duché de Toscane depuis 1993. Il porte les titres de courtoisie d'archiduc d'Autriche et grand-duc de Toscane.

## Famille
Il est le fils de Léopold-François de Habsbourg-Toscane et de Laetitia de Belzunce d'Arenberg.
Le 11 septembre 1999, il épouse à Londres Elyssa Juliet Edmonstone of Duntreath (née en 1973), fille unique de Sir Archibald Bruce Edmonstone, 7e baronnet de Duntreath, et d'Elizabeth Juliet Deakin. De ce mariage sont issus trois enfants :
- Léopold Amédée Pierre Ferdinand Archibald de Habsbourg, né le 9 mai 2001 à Glasgow, prince héritier (titulaire) de Toscane ;
- Tatyana Marie Thérèse Laetitia Juliette de Habsbourg, née le 3 mars 2003 à Livingston ;
- Maximilien Étienne Sigismond Guillaume Bruce Éric Léopold de Habsbourg, né le 27 mai 2004 à Livingston.

## Biographie
Sigismond de Habsbourg-Toscane vit en Suisse, Uruguay puis en Grande-Bretagne, avant de suivre des études d'informaticien et d'exercer la profession de banquier[réf. nécessaire].
Il possède une grande et profonde relation avec l'Uruguay[réf. nécessaire], pays qui l'a vu grandir et où la famille a vécu depuis 1951.
Lors de son divorce et de son second mariage, le père de Sigismond, Léopold-François de Habsbourg-Toscane enfreint les lois de l'Église catholique romaine, et, de ce fait, renonce le 18 juin 1993, à ses droits en qualité de chef de la maison grand-ducale de Toscane en faveur de son fils.
Sigismond prend donc la suite de son père en devenant le grand maître des ordres dynastiques de Saint-Étienne et de Saint-Joseph.
Il est membre du comité de patronage de l’Almanach de Gotha.

## Aspect historique
Selon plusieurs historiens, lors de la Troisième guerre d'indépendance italienne (1866), l'empire d'Autriche dut reconnaître le royaume d'Italie, désavouant malgré lui Ferdinand IV comme grand-duc légitime de Toscane. Cela a privé l'ancien souverain de toute possibilité de revenir à la possession du grand-duché. Il se retire dans la vie privée et cesse de faire de la politique. Le 20 décembre 1866, Ferdinand IV et ses fils réintègrent la maison impériale. Alors que Ferdinand était autorisé à garder son fons honorum à vie, ses héritiers ne pouvaient porter que le titre d'archiduc d'Autriche, sans la spécification de prince ou princesse de Toscane. Le dernier souverain de Toscane abdique finalement les droits dynastiques du grand-duché en 1870 au profit de l'empereur François-Joseph Ier,,, et ses descendants ont donc également perdu tous leurs droits dynastiques sur le trône toscan. À la mort en exil en 1908 du grand-duc, l'empereur François-Joseph interdit à ses héritiers de prendre les titres de grand-duc ou de prince ou de princesse de Toscane,. Le grand magistère de l'ordre de Saint-Étienne a cessé, pour les raisons déjà exposées, avec la mort de Ferdinand IV.

## Voir aussi

Drapeau du grand-duché de Toscane, disparu en 1860 et intégré dans le nouveau royaume d'Italie (1861-1946).

## Sources
- Sur Sigismond voir pages 228 et 627 in Chantal de Badts de Cugnac et Guy Coutant de Saisseval, Le Petit Gotha, nouvelle édition  augmentée et mise à jour 2002, éditeur  Le Petit Gotha, 989 pages  (ISBN 2-9507974-3-1)
- Sur Sigismond voir pages 121 et 122 in Nicolas Enache, La Descendance de Marie-Thérèse de Habsbourg, reine de Hongrie et de Bohême, 1996, édité par L’Intermédiaire des chercheurs et curieux, 795 pages  (ISBN 2-908003-04-X)
- Sur l’archiduc Sigismond d’Autriche-Toscane  voir page 151 in Jean-Fred Tourtchine, L’Empire d’Autriche volume III, collection Les Manuscrits du Cèdre. Dictionnaire historique et généalogique, CEDRE (Cercle d'études des dynasties royales européennes), 265 pages, janvier 1992, ISSN 0993-3964
- Georges Martin, Histoire et généalogie des Maisons de Ligne et d’Arenberg, tome I : Maison de Ligne, éditeur : Lyon : Georges Martin, 2003, 259 pages   (ISBN 2-901990-01-0)
- Sur Erik Engelbert (1901-1992), voir pages 89 et page 98 in Georges Martin, Histoire et généalogie des Maisons de Ligne et d’Arenberg, tome II : Maison d’Arenberg, éditeur : Lyon : Georges Martin, 2003, 255 pages   (ISBN 2-901990-01-0)
- it:Ordine di Santo Stefano Papa e Martire ; en:Order of Saint Stephen
- it:Ordine di San Giuseppe ; en:Order of Saint Joseph
- it:Ordine del merito civile e militare (Toscana)
- www.arenberg.com/

## Quatre quartiers
|  |  | Godefroy Marie de Habsbourg-Toscane (1902-1984), grand-duc (titulaire) de Toscane | Godefroy Marie de Habsbourg-Toscane (1902-1984), grand-duc (titulaire) de Toscane | Godefroy Marie de Habsbourg-Toscane (1902-1984), grand-duc (titulaire) de Toscane | Godefroy Marie de Habsbourg-Toscane (1902-1984), grand-duc (titulaire) de Toscane | Godefroy Marie de Habsbourg-Toscane (1902-1984), grand-duc (titulaire) de Toscane   | Godefroy Marie de Habsbourg-Toscane (1902-1984), grand-duc (titulaire) de Toscane   |                                                                                     |                                                                                     | Dorothée Marie de Bavière (1920-)                                                   | Dorothée Marie de Bavière (1920-)                                                   | Dorothée Marie de Bavière (1920-) | Dorothée Marie de Bavière (1920-) | Dorothée Marie de Bavière (1920-) | Dorothée Marie de Bavière (1920-) |                                                                                  |  |  |  | Henri (marquis) de Belzunce (1909-1944) | Henri (marquis) de Belzunce (1909-1944) | Henri (marquis) de Belzunce (1909-1944) | Henri (marquis) de Belzunce (1909-1944) | Henri (marquis) de Belzunce (1909-1944)                                                                                  | Henri (marquis) de Belzunce (1909-1944)                                                                                  | | | Marie-Thérèse de la Poëze d'Harambure (1911-2005)                                                                        | Marie-Thérèse de la Poëze d'Harambure (1911-2005)                                                                        | Marie-Thérèse de la Poëze d'Harambure (1911-2005) | Marie-Thérèse de la Poëze d'Harambure (1911-2005) | Marie-Thérèse de la Poëze d'Harambure (1911-2005) | Marie-Thérèse de la Poëze d'Harambure (1911-2005) |  |  |  |  |  |  |  |  |  |  |  |  |  |  |  |  |  |  |  |  |  |  |  |  |
|  |  | Godefroy Marie de Habsbourg-Toscane (1902-1984), grand-duc (titulaire) de Toscane | Godefroy Marie de Habsbourg-Toscane (1902-1984), grand-duc (titulaire) de Toscane | Godefroy Marie de Habsbourg-Toscane (1902-1984), grand-duc (titulaire) de Toscane | Godefroy Marie de Habsbourg-Toscane (1902-1984), grand-duc (titulaire) de Toscane | Godefroy Marie de Habsbourg-Toscane (1902-1984), grand-duc (titulaire) de Toscane   | Godefroy Marie de Habsbourg-Toscane (1902-1984), grand-duc (titulaire) de Toscane   |                                                                                     |                                                                                     | Dorothée Marie de Bavière (1920-)                                                   | Dorothée Marie de Bavière (1920-)                                                   | Dorothée Marie de Bavière (1920-) | Dorothée Marie de Bavière (1920-) | Dorothée Marie de Bavière (1920-) | Dorothée Marie de Bavière (1920-) |                                                                                  |  |  |  | Henri (marquis) de Belzunce (1909-1944) | Henri (marquis) de Belzunce (1909-1944) | Henri (marquis) de Belzunce (1909-1944) | Henri (marquis) de Belzunce (1909-1944) | Henri (marquis) de Belzunce (1909-1944)                                                                                  | Henri (marquis) de Belzunce (1909-1944)                                                                                  | | | Marie-Thérèse de la Poëze d'Harambure (1911-2005)                                                                        | Marie-Thérèse de la Poëze d'Harambure (1911-2005)                                                                        | Marie-Thérèse de la Poëze d'Harambure (1911-2005) | Marie-Thérèse de la Poëze d'Harambure (1911-2005) | Marie-Thérèse de la Poëze d'Harambure (1911-2005) | Marie-Thérèse de la Poëze d'Harambure (1911-2005) |  |  |  |  |  |  |  |  |  |  |  |  |  |  |  |  |  |  |  |  |  |  |  |  |
|  |  |                                                                                   |                                                                                   |                                                                                   |                                                                                   |                                                                                     |                                                                                     |                                                                                     |                                                                                     |                                                                                     |                                                                                     |                                   |                                   |                                   |                                   |                                                                                  |  |  |  |                                         |                                         |                                         |                                         | | | | | | |                                                   |                                                   |                                                   |                                                   |  |  |  |  |  |  |  |  |  |  |  |  |  |  |  |  |  |  |  |  |  |  |  |  |
|  |  |                                                                                   |                                                                                   |                                                                                   |                                                                                   | Léopold-François de Habsbourg-Toscane (1942-2021), grand-duc (titulaire) de Toscane | Léopold-François de Habsbourg-Toscane (1942-2021), grand-duc (titulaire) de Toscane | Léopold-François de Habsbourg-Toscane (1942-2021), grand-duc (titulaire) de Toscane | Léopold-François de Habsbourg-Toscane (1942-2021), grand-duc (titulaire) de Toscane | Léopold-François de Habsbourg-Toscane (1942-2021), grand-duc (titulaire) de Toscane | Léopold-François de Habsbourg-Toscane (1942-2021), grand-duc (titulaire) de Toscane |                                   |                                   |                                   |                                   |                                                                                  |  |  |  |                                         |                                         |                                         |                                         | Laetitia de Belzunce-d'Arenberg (1941-) ; adoptée par son beau-père Erik Engelbert (1901-1992), prince et duc d'Arenberg | Laetitia de Belzunce-d'Arenberg (1941-) ; adoptée par son beau-père Erik Engelbert (1901-1992), prince et duc d'Arenberg | Laetitia de Belzunce-d'Arenberg (1941-) ; adoptée par son beau-père Erik Engelbert (1901-1992), prince et duc d'Arenberg | Laetitia de Belzunce-d'Arenberg (1941-) ; adoptée par son beau-père Erik Engelbert (1901-1992), prince et duc d'Arenberg | Laetitia de Belzunce-d'Arenberg (1941-) ; adoptée par son beau-père Erik Engelbert (1901-1992), prince et duc d'Arenberg | Laetitia de Belzunce-d'Arenberg (1941-) ; adoptée par son beau-père Erik Engelbert (1901-1992), prince et duc d'Arenberg |                                                   |                                                   |                                                   |                                                   |  |  |  |  |  |  |  |  |  |  |  |  |  |  |  |  |  |  |  |  |  |  |  |  |
|  |  |                                                                                   |                                                                                   |                                                                                   |                                                                                   | Léopold-François de Habsbourg-Toscane (1942-2021), grand-duc (titulaire) de Toscane | Léopold-François de Habsbourg-Toscane (1942-2021), grand-duc (titulaire) de Toscane | Léopold-François de Habsbourg-Toscane (1942-2021), grand-duc (titulaire) de Toscane | Léopold-François de Habsbourg-Toscane (1942-2021), grand-duc (titulaire) de Toscane | Léopold-François de Habsbourg-Toscane (1942-2021), grand-duc (titulaire) de Toscane | Léopold-François de Habsbourg-Toscane (1942-2021), grand-duc (titulaire) de Toscane |                                   |                                   |                                   |                                   |                                                                                  |  |  |  |                                         |                                         |                                         |                                         | Laetitia de Belzunce-d'Arenberg (1941-) ; adoptée par son beau-père Erik Engelbert (1901-1992), prince et duc d'Arenberg | Laetitia de Belzunce-d'Arenberg (1941-) ; adoptée par son beau-père Erik Engelbert (1901-1992), prince et duc d'Arenberg | Laetitia de Belzunce-d'Arenberg (1941-) ; adoptée par son beau-père Erik Engelbert (1901-1992), prince et duc d'Arenberg | Laetitia de Belzunce-d'Arenberg (1941-) ; adoptée par son beau-père Erik Engelbert (1901-1992), prince et duc d'Arenberg | Laetitia de Belzunce-d'Arenberg (1941-) ; adoptée par son beau-père Erik Engelbert (1901-1992), prince et duc d'Arenberg | Laetitia de Belzunce-d'Arenberg (1941-) ; adoptée par son beau-père Erik Engelbert (1901-1992), prince et duc d'Arenberg |                                                   |                                                   |                                                   |                                                   |  |  |  |  |  |  |  |  |  |  |  |  |  |  |  |  |  |  |  |  |  |  |  |  |
|  |  |                                                                                   |                                                                                   |                                                                                   |                                                                                   |                                                                                     |                                                                                     |                                                                                     |                                                                                     |                                                                                     |                                                                                     |                                   |                                   |                                   |                                   |                                                                                  |  |  |  |                                         |                                         |                                         |                                         | | | | | | |                                                   |                                                   |                                                   |                                                   |  |  |  |  |  |  |  |  |  |  |  |  |  |  |  |  |  |  |  |  |  |  |  |  |
|  |  |                                                                                   |                                                                                   |                                                                                   |                                                                                   |                                                                                     |                                                                                     |                                                                                     |                                                                                     |                                                                                     |                                                                                     |                                   |                                   |                                   |                                   | Sigismond de Habsbourg-Toscane (1966-), grand-duc (titulaire) de Toscane (1993-) |  |  |  |                                         |                                         |                                         |                                         | | | | | | |                                                   |                                                   |                                                   |                                                   |  |  |  |  |  |  |  |  |  |  |  |  |  |  |  |  |  |  |  |  |  |  |  |  |